# Valatie
Valatie ([vəˈleɪʃə]) è un villaggio degli Stati Uniti d'America, situato nella contea di Columbia dello stato di New York.

## Geografia fisica
Valatie si trova all'interno della città di Kinderhook.
Secondo lo United States Census Bureau, il villaggio ha una superficie di 3,26 km² (1,26 mi²), di cui 0,03 km² (0,01 mi²) coperti da acqua.

## Società

### Evoluzione demografica
Al censimento del 2000, la cittadina contava 1 712 abitanti, passati a 1 819 nel 2010.